# Niki Volou FC
O Niki Volou FC é um clube de futebol, sediado em Vólos, Magnésia, Grécia.

## História
Fundado em 1924, é uma homenagem a deusa Niki, tem como grande rival o Olympiakos Volos. Em 2015 o clube emergiu em dívidas e foi punido pela Federação Helênica de Futebol, com a exclusão na Superleague.